# Don Dailey
Don Dailey (* 10. März 1956 in Kalamazoo, Michigan; † 22. November 2013 in Roanoke, Virginia) war ein amerikanischer Informatiker und Computerschach-Programmierer. Zusammen mit seinem Landsmann und Kollegen GM Larry Kaufman entwickelte er mehrere Schachprogramme, zuletzt Komodo, das, nach seinem Tod und weiterer Ausgestaltung durch Mark Lefler und Erdogan Günes, sowohl auf der 22. World Computer Chess Championship (WCCC) im Jahr 2016 als auch auf der 23. WCCC 2017 den Titel des Computerschachweltmeisters gewann.

## Leben

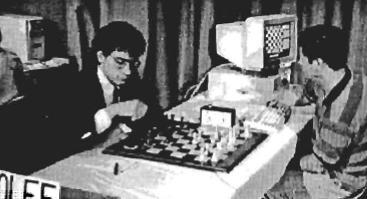
Don Dailey (rechts) mit Socrates im Spiel gegen GM Patrick Wolff beim Harvard Cup 1992

Don Dailey begann in den 1980er-Jahren damit, Schachprogramme zu entwickeln. Sein erstes Programm, das zusammen mit Larry Kaufman und dem amerikanischen Schachspieler Sam Sloan (* 1944) entstand, hieß zunächst Rex (lateinisch für „König“) und wurde später als RexChess vermarktet. Es nahm an einigen frühen WCCC-Turnieren teil.
Danach entwickelte er zusammen mit Larry Kaufman Socrates, das 1993 die 23. Nordamerikanischen Computerschachmeisterschaft gewinnen und dabei die Vorjahressieger HiTech und Deep Thought distanzieren konnte.  Darauf aufbauend entwickelte er anschließend Star Socrates, das sich 1995 bei der 8. WCCC erst in den Playoffs dem neuen Weltmeister Fritz 3 geschlagen geben musste. Im Jahr 1999 nahm er erneut an der WCCC, nun mit seinem neuen Programm Mini, teil.
Ab 2009 arbeitete er zusammen mit Larry Kaufman zunächst an Doch. Ab 2010 entstand daraus Komodo, der spätere WCCC-Weltmeister von 2016 und 2017.
2013 starb Don Dailey im Alter von 57 Jahren an Leukämie.

## Veröffentlichungen (Auswahl)
- Using Cilk to Write Multiprocessor Chess Programs. PDF; 260 kB (englisch) abgerufen am 22. November 2017